# Christmas Portrait (album Carpenters)
Christmas Portrait – dziewiąty studyjny album w dyskografii duetu The Carpenters. Ukazał się nakładem wytwórni A&M Records 13 października 1978 r. pod numerem katalogowym SP 3210. Jest pierwszym zestawem utworów bożonarodzeniowych jaki rodzeństwo wydało na płycie długogrającej. Najwyższą pozycją jaką zajmował album na UK Albums Chart  w Wielkiej Brytanii było miejsce 12. Natomiast na amerykańskiej liście Billboard 200 dotarł do pozycji 145. 

## Lista utworów
Strona A
1. „O come, O come, Emmanuel|O Come, O Come, Emmanuel” (Traditional, John Mason Neale)
2. Overture:
  - „Deck the Halls” (Traditional, John Ceiriog Hughes)
  - „I Saw Three Ships” (Traditional, David Overton)
  - „Have Yourself a Merry Little Christmas” (Ralph Blane, Hugh Martin)
  - „God Rest Ye Merry, Gentlemen” (Traditional)
  - „Away in a Manger” (Traditional, James R. Murray)
  - „What Child Is This?” (William Chatterton Dix)
  - „Carol of the Bells” (Mykola Dmytrovych Leontovych, Peter Wilhousky)
  - „O Come All Ye Faithful” (John Francis Wade, Frederick Oakeley)
3. „The Christmas Waltz” (Sammy Cahn, Jule Styne)
4. „Sleigh Ride” (Leroy Anderson, Mitchell Parish)
5. Medley:
  - „It's Christmas Time” (Al Stillman, Victor Young)
  - „Sleep Well, Little Children” (Alan Bergman, Leon Klatzkin)
6. „Have Yourself a Merry Little Christmas” (Ralph Blane, Hugh Martin)
7. „Santa Claus Is Comin' to Town” (John Frederick Coots, James Lamont „Haven” Gillespie)
8. „Christmas Song (Chestnuts Roasting on an Open Fire)” (Mel Tormé, Robert Wells)
9. „Silent Night” (Franz Xaver Gruber, Joseph Mohr, John Freeman Young)

Strona B
1. „Jingle Bells” (James Lord Pierpont)
2. Medley:
  - „The First Snowfall” (Joseph F. „Sonny” Burke, Paul Francis Webster)
  - „Let It Snow! Let It Snow! Let It Snow!” (Sammy Cahn, Jule Styne)
3. „Carol of the Bells” (Mykola Dmytrovych Leontovych, Peter Wilhousky)
4. „Merry Christmas Darling” (Frank Pooler, Richard Carpenter)
5. „I'll Be Home for Christmas” (James Kimble „Kim” Gannon, Buck Ram, Walter Kent)
6. „Christ Is Born” (Ray Charles, Dominico Bartolucci)
7. Medley:
  - „Winter Wonderland” (Felix Bernard, Richard B. Smith)
  - „Silver Bells” (Jay Livingston, Ray Evans)
  - „White Christmas” (Irving Berlin)
8. „Ave Maria” (Johann Sebastian Bach, Charles Gounod)

## Single

### Merry Christmas Darling
- Singiel  7” wydany w USA w 1970 przez A&M Records – (A&M 1236)

1. „Merry Christmas Darling”
2. „Mr. Guder"

- Singiel  7” wydany w Wielkiej Brytanii w 1971 przez A&M Records – (AME601)

1. „Merry Christmas Darling”
2. „Mr. Guder"
3. „Saturday"

- Singiel  7” wydany w Wielkiej Brytanii w 1990 przez A&M Records – (AM716)

1. „Merry Christmas Darling”
2. „(They Long to Be) Close to You"

- Singiel  12” wydany w Wielkiej Brytanii w 1990 przez A&M Records – (AMY716)

1. „Merry Christmas Darling”
2. „You're the One"
3. „(They Long to Be) Close to You"

### Christmas Song
- Singiel  7” wydany w USA w 1977 przez A&M Records – (A&M 1991)

1. „Christmas Song”
2. „Merry Christmas Darling"

- Singiel  7” wydany w Japonii w 1977 przez A&M Records – (CM-2083)

1. „Christmas Song”
2. „Merry Christmas Darling"

### Silent Night
- Singiel  7” wydany w Japonii w 1978 przez A&M Records – (AMP 1012)

1. „Silent Night”
2. „Jingle Bells"
3. „Ave Maria"